# 7e arrondissement de Budapest
Le 7e arrondissement de Budapest (en hongrois : Budapest VII.kerülete) ou Erzsébetváros ([ˈɛrʒeːbɛtvaːɾoʃ] (en allemand : Elisabethenstadt) est un arrondissement de Budapest. Situé de part et d'autre du Nagykörút, entre le Kiskörút et Dózsa György út, il est entouré dans le sens horaire à partir de l'Ouest par les 5e, 6e, 14e et 8e arrondissements.
Erzsébetváros pourrait se traduire en français par « Elisabethville » ou « Elisabethbourg ». Son nom a été donné en référence à Élisabeth de Wittelsbach, dite Sissi, impératrice d'Autriche et reine de Hongrie. La portion du Nagykörút qui traverse l'arrondissement prend ainsi le nom de Erzsébet körút (Boulevard Élisabeth).

## Organisation administrative

### Municipalité
| Suffrages exprimés                 | Suffrages exprimés | Suffrages exprimés | 16 883    |             | 17 sièges à pourvoir | 17 sièges à pourvoir |
|                                    |                    |                    |           |             |                      |                      |
| Liste                              | Tête de liste      | Partis soutiens    | Suffrages | Pourcentage | Sièges acquis        | Var.                 |
| Un vrai maire pour Budapest !      | Zsolt Vattamány    | Fidesz, KDNP       | 8 185     | 48,48 %     | 12 / 17              |                      |
| J'ai une bonne nouvelle Budapest ! | Tibor Kispál       | MSzP               | 5 041     | 29,86 %     | 2 / 17               |                      |
| Budapest, la capitale des Hongrois | Gusztáv Kecskés    | Jobbik             | 1 630     | 9,65 %      | 2 / 17               |                      |
| Une nouvelle page pour Budapest !  | László Moldován    | LMP                | 2 027     | 12,01 %     | 1 / 17               |                      |

## Patrimoine urbain

### Quartiers

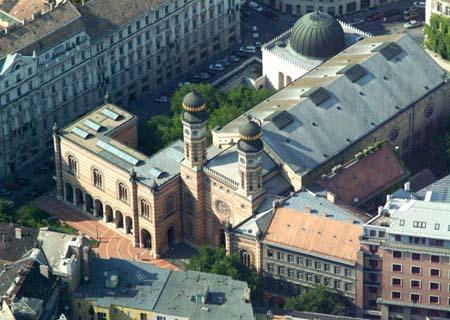
L'entrée sud de l'arrondissement, avec la Grande synagogue de Budapest.

Le 7e arrondissement est divisé en deux grandes parties structurées par les deux boulevards traversants. Le premier quartier démarre de Deák Ferenc tér et Astoria et s'étend jusqu'à Liszt Ferenc tér et Blaha Lujza tér. Avec ses rues sinueuses, sa trame urbaine tranche du tracé orthogonal qui prime partout ailleurs à Pest. Le long du Kiskörút, entre la maison Anker et la grande synagogue de Budapest, un grand ensemble en briques fait office de porte d'entrée de l'ancien Ghetto de Budapest, encore marqué par l'héritage ashkénaze de la capitale hongroise. Dans ce périmètre organisé autour de Klauzál tér, on trouve de nombreuses synagogues comme la synagogue de Rumbach utca ou la synagogue de Kazinczy utca ainsi que quelques restaurants juifs. C'est également dans ce quartier que se situe l'une des plus importantes concentrations de romkocsma de Budapest. Ces débits de boisson aménagés dans des vieux immeubles délabrés participent à la renommée de la capitale hongroise. 
De l'autre côté du Nagykörút s'étendent de nombreux îlots d'immeubles d'habitation d'allure haussmanienne, organisées en coursive comme il est d'usage à Budapest et devenant à la périphérie nord-est de l'arrondissement, à proximité du Városliget, des quartiers d'hôtels particuliers. A Baross tér, l'arrondissement s'ouvre sur la Gare de Budapest-Keleti.

## Relations internationales

### Jumelages
- Belgrade (Stari grad)
- Karlovac
- Nevers
- Siedlce
- Sveti Vlas
- Thessalonique (Stavroupoli)